# Antonio Velázquez Bautista
Antonio Velázquez Bautista (Granada, 6 de diciembre de 1981) es un actor español conocido por sus interpretaciones en series de televisión españolas como Sin tetas no hay paraíso (2009), Tierra de Lobos (2010-2014), Hermanos (2014), Buscando el norte (2016), El final del camino (2017), Las chicas del cable (2017-2020), La Promesa (2022-2023) y Grasa (2021).

## Biografía

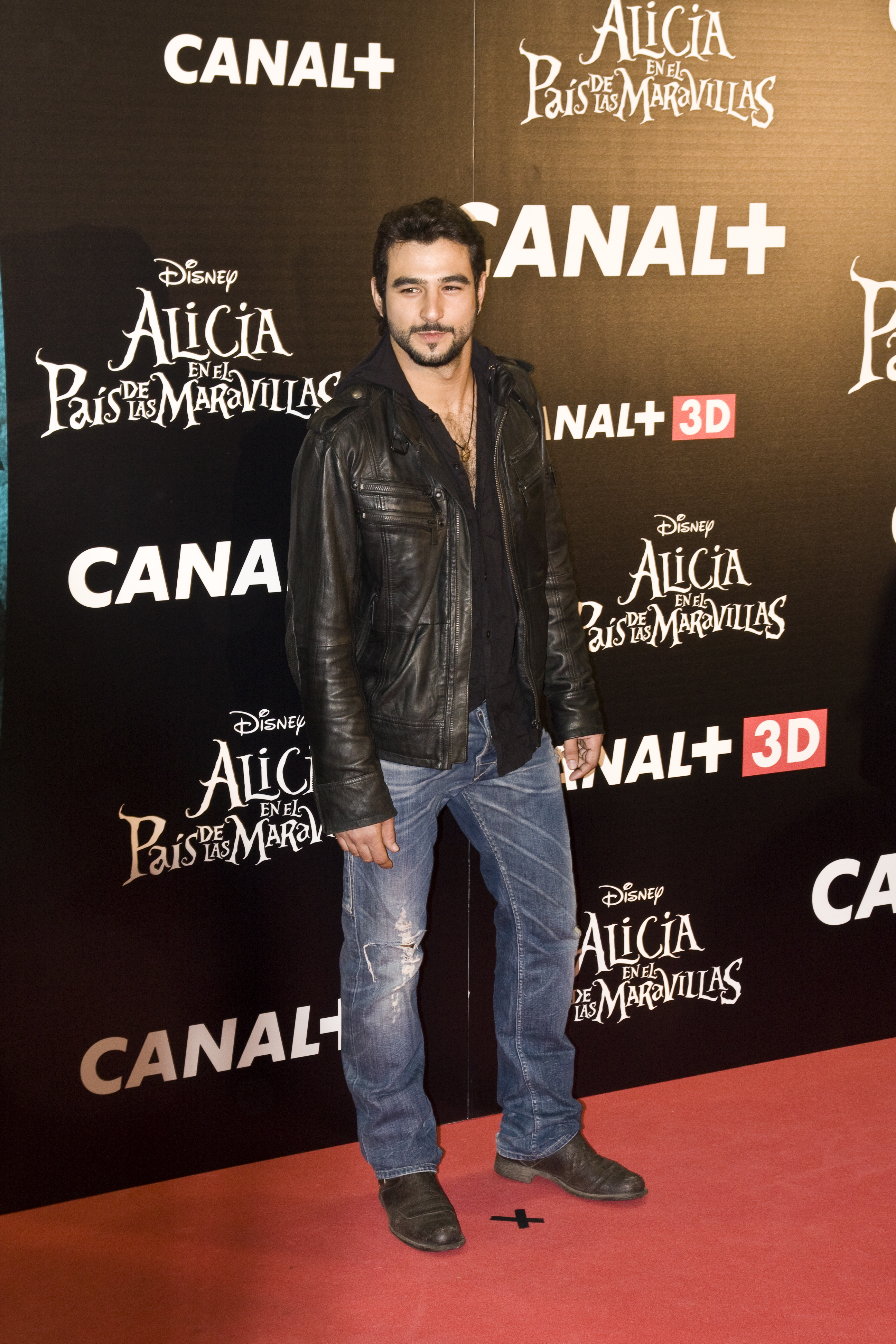
Antonio Velázquez en 2010

Nació en Granada el 6 de diciembre de 1981, aunque se crio en el pueblo de Pinos del Valle, municipio de El Pinar, pasando gran parte de su infancia en un caserío. Realizó sus estudios de EGB en dicho pueblo y bachiller entre el IES Alonso Cano, situado en Dúrcal, e IES Ángel Ganivet, en Granada. Estaba empezando sus estudios para el politécnico de Suboficiales cuando en el verano de 1998 Carlos Miranda le escogió para un papel en la película Diálogo del amargo. Más tarde, pasó a formar parte del Centro de Estudios Escénicos, dirigido por José Carlos Plaza. En el año 2000, estudió interpretación en la escuela La Barraca y en 2001 entró como aprendiz en la Compagnia di teatro Nuovo di Torino, en el montaje de Le Follie di Mister Punch, cuya dirección corría a cargo de Lindsay Kemp. Más tarde, entre los años 2002 y 2003, decidió estudiar en la escuela La Sala de Málaga. 
Comenzó interpretando en series de televisión como Arrayán, SMS o ¡A ver si llego!. En 2009 alcanzó popularidad gracias a su interpretación protagonista en la miniserie Paquirri y a su papel recurrente en la serie Sin tetas no hay paraíso. Entre 2010 y 2014 protagonizó la serie de Telecinco Tierra de Lobos, que fue alabada por la audiencia.
En 2011 participó en la taquillera Tengo ganas de ti de Fernando González Molina y en el aclamado largometraje Seis puntos sobre Emma, dando vida a Jorge. En 2014 protagonizó la serie de Telecinco Hermanos, junto a María Valverde y Álvaro Cervantes y en 2015 la miniserie Los nuestros, junto a Blanca Suárez. Ese mismo año es uno de los protagonistas de la película Mi gran noche, dirigida por Álex de la Iglesia.
En 2016 protagonizó la serie de Antena 3, derivada de la película del mismo nombre, Buscando el norte, donde interpretó a Álex. En 2017 protagonizó la serie El final del camino en Televisión Española y se incorporó a la segunda temporada de Las chicas del cable como personaje principal, en la que continuó hasta su última temporada. En julio de 2017 se confirmó que sería uno de los personajes principales de la serie emitida en TVE, Traición, donde interpretó a Carlos.
En 2019 protagonizó el largometraje Los Rodríguez y el más allá, dirigida por Paco Arango y El asesino de los caprichos de Gerardo Herrero. En 2020 participó en la serie de HBO dirigida por Álex de la Iglesia 30 monedas. En marzo de 2021 fue uno de los protagonistas la serie de Enrique Urbizu para Movistar+ Libertad, dando vida a Saldaña. En julio de 2021 se confirmó su incorporación para la cuarta temporada de la serie Madres. Amor y vida, emitida en Amazon Prime Video, donde interpreta a Andrés Cabrera. En octubre de 2021 apareció en el capítulo número 5 de la segunda temporada de la serie Grasa, de RTVE / PLAYZ, dirigida y creada por  David Sainz, titulado "La gasolinera", interpretando a Rafael Benítez. 

## Filmografía

### Cine
| Año  | Título                                     | Personaje                | Director                 |
| ---- | ------------------------------------------ | ------------------------ | ------------------------ |
| 1999 | Diálogo del amargo                         | Niño                     | Carlos Miranda           |
| 2008 | Miente                                     | Dependiente              | Isabel de Ocampo         |
| 2011 | Seis puntos sobre Emma                     | Jorge                    | Roberto Pérez Toledo     |
| 2012 | Tengo ganas de ti                          | Serpiente                | Fernando González Molina |
| 2013 | El lado frío de la almohada (cortometraje) | Él                       | Herminio Cardiel         |
| 2014 | Cuatro Lunas                               | Hugo                     | Sergio Tovar Velarde     |
| 2014 | Runner (cortometraje)                      | Chico runner             | Herminio Cardiel         |
| 2015 | Mi gran noche                              | Antonio                  | Álex de la Iglesia       |
| 2019 | El asesino de los caprichos                | Alberto                  | Gerardo Herrero          |
| 2019 | Los Rodríguez y el más allá                | Ricardo                  | Paco Arango              |
| 2021 | Libertad                                   | Saldaña                  | Enrique Urbizu           |
| 2023 | Mundos cósmicos                            | Locutor documental (voz) | Sergio Tovar Velarde     |

### Televisión
| Año         | Título                   | Personaje                                | Cadena                  | Notas         |
| ----------- | ------------------------ | ---------------------------------------- | ----------------------- | ------------- |
| 2004        | Arrayán                  | Eloy                                     | Canal Sur               | 1 episodio    |
| 2006        | SMS                      | Entrenador de Sara                       | Cuatro                  | 6 episodios   |
| 2008        | Cuenta atrás             | Chico                                    | Cuatro                  | 1 episodio    |
| 2008        | La que se avecina        | Ligue de Raquel                          | Telecinco               | 1 episodio    |
| 2008        | Aída                     | Mediometro                               | Telecinco               | 1 episodio    |
| 2008 - 2009 | Chica busca chica        | Esteban                                  | Youtube                 | 3 episodios   |
| 2009        | ¡A ver si llego!         | Mike                                     | Telecinco               | 7 episodios   |
| 2009        | Sin tetas no hay paraíso | Iván Sierra                              | Telecinco               | 15 episodios  |
| 2009        | Paquirri                 | Francisco Rivera «Paquirri»              | Telecinco               | 2 episodios   |
| 2010 - 2014 | Tierra de lobos          | Aníbal Bravo                             | Telecinco               | 42 episodios  |
| 2014        | Hermanos                 | Juan Torres                              | Telecinco               | 6 episodios   |
| 2015        | Los nuestros             | Iván Martín                              | Telecinco               | 3 episodios   |
| 2016        | El Ministerio del Tiempo | Rodrigo Díaz de Vivar «El Cid Campeador» | TVE                     | 1 episodio    |
| 2016        | Buscando el norte        | Alejandro «Álex» Ruiz                    | Antena 3                | 8 episodios   |
| 2017        | El final del camino      | Gonzalo de Catoira                       | TVE                     | 8 episodios   |
| 2017 - 2018 | Traición                 | Carlos Santos                            | TVE                     | 9 episodios   |
| 2017 - 2020 | Las chicas del cable     | Inspector Cristóbal Cuevas Moreno        | Netflix                 | 22 episodios  |
| 2020 - 2021 | 30 monedas               | Roque                                    | HBO                     | 4 episodios   |
| 2021        | Libertad                 | Saldaña                                  | Movistar+               | 5 episodios   |
| 2021        | Ecocesta                 | Carlos                                   | Youtube                 | 11 episodios  |
| 2021        | Grasa                    | Rafael Benítez                           | Playz                   | 1 episodio    |
| 2022        | Madres. Amor y vida      | Andrés Cabrera                           | Prime Video / Telecinco | 8 episodios   |
| 2023        | La Promesa               | Mauro Moreno                             | TVE                     | 260 episodios |
| 2024        | 4 estrellas              | Marcos                                   | TVE                     | 1 episodio    |
| 2025        | La encrucijada           | David Oramas                             | Antena 3                | 60 episodios  |